# David Walters
David Walters (Yorktown, 27 settembre 1987) è un ex nuotatore statunitense. Ha preso parte ai Giochi Olimpici di Pechino nelle batterie della staffetta 4x200 stile libero, con il tempo 1'46"47 in prima frazione.
Nel 2009, con il tempo di 47"33, stabilisce il record nazionale sui 100 m stile libero.

## Palmarès
- Olimpiadi

Pechino 2008: oro nella 4x200m sl.
- Mondiali

Melbourne 2007: oro nella 4x200m sl.
Roma 2009: oro nella 4x200m sl e nella 4x100m misti.
Shanghai 2011: oro nella 4x200m sl e bronzo nella 4x100m sl.
- Mondiali in vasca corta

Duabi 2010: argento nella 4x200m sl.